# 狭唇粉蝶兰
狭唇粉蝶兰（学名：Platanthera stenoglossa）为兰科粉蝶兰属下的一个种。

## 扩展阅读
- 維基物種上的相關：狭唇粉蝶兰